# Antoñita Colomé
Antonia Colomé Ruiz, coneguda com a Antoñita Colomé (Sevilla, 18 de febrer de 1912 - Madrid, 28 d'agost de 2005) fou una actriu, cantant i ballarina espanyola.

## Biografia
Va debutar molt jove al teatre Eslava de Madrid i, a causa de l'èxit obtingut, es contractada per protagonitzar revistes musicals al Tívoli. En el cinema, la seua primera actuació va ser el 1931 en la pel·lícula Un caballero de frac, de Roger Capellani, i poc després intervingué en Las luces de Buenos Aires al costat de Carlos Gardel. Posteriorment va treballar a les ordres de directors com Edgar Neville i Florián Rey, i entre les pel·lícules en què va participar destaquen El hombre que se reía del amor (1932), El negro que tenía el alma blanca (1934), El malvado Carabel (1935), El bailarín y el trabajador (1936), La señorita de Trévelez (1936) i La rueda de la vida (1942).
És considerada una de les grans estrelles del cinema espanyol de l'època de la segona república. Es dona el cas que residí a Calella de Palafrugell durant l'estiu de 1936, abans d'embarcar-se cap a Marsella i dirigir-se a París.

## Filmografia[1]
- 1931: Un caballero de frac, de Roger Capellani i Carlos San Martín
- 1932: Mercedes, de Josep Maria Castellví
- 1933: El hombre que se reía del amor, de Benito Perojo
- 1934: Dale de betún, de Raymond Chevalier
- 1934: El negro que tenía el alma blanca, de Benito Perojo
- 1934: Crísis mundial, de Benito Perojo
- 1935: Rataplán, de Francisco Elías
- 1935: El malvado Carabel, d'Edgar Neville
- 1935: Una mujer en peligro, de José Santugini
- 1935: La señorita de Trévelez, d'Edgar Neville
- 1936: El bailarín y el trabajador, de Lluís Marquina
- 1941: Héroe a la fuerza, de Benito Perojo
- 1942: La rueda de la vida, de Eusebio Fernández Ardavín
- 1942: Danza del fuego, de André Hugon i Jorge Salviche
- 1942: El frente de los suspiros, de Juan Orduña
- 1942: Idilio en Mallorca, de Max Neufeld
- 1943: Forja de almas, de Eusebio F. Ardavín
- 1943: Mi fantástica esposa, d'Eduardo García Maroto
- 1945: La gitana y el rey, de Manuel Bengoa
- 1946: La mentira de la gloria, de Julio de Fleischner
- 1946: El crimen de Pepe Conde, de José López Rubio
- 1947: Póker de ases, de Ramon Barreiro
- 1947: Revelación, de Antonio Obregón
- 1950: María Antonia la Caramba, de Arturo Ruiz Castillo
- 1951: Tercio de quites, d'Emilio Gómez Muriel
- 1977: La viuda andaluza, de Francisco Betriu
- 1981: Los alegres bribones, de Pancho Bautista
- 1988: Pasodoble, de José Luis García Sánchez